# Raymond van het Groenewoud
Raymond van het Groenewoud, né le 14 février 1950 à Schaerbeek, est un chanteur, guitariste et pianiste belge d'origine néerlandaise. Les textes de ses paroles sont à la fois joyeux, tristes ou philosophiques.
Les parents de Raymond van het Groenewoud, venant d'Amsterdam, se sont installés rue Haute à Bruxelles en 1947.  Par après ils s'installèrent à Schaerbeek où naquit Raymond van het Groenwoud.  Le père de Raymond van het Groenewoud se fit une renommée comme guitariste et chef d'orchestre sous le nom de Nico gomez.
Raymond van het Groenewoud débuta dans les années 1970 comme guitariste auprès de Johan Verminnen. En 1972 il forma le groupe Louisette avec Erik Van Neygen et Johnny Dierick.  Plus tard il entreprit des albums en solo ou avec son groupe d'accompagnement de Centimeters.
Il participa à de nombreux concerts dont Torhout-Werchter en 1978 et 1979. En 1980 il s'installa à Bruges.
Il se fit connaître aux Pays-Bas notamment en participant au Pinkpopfestival avec Je veux de l'amour, une reprise du chanteur canadien Robert Charlebois.
Le film belge Brussels by Night porte le nom d'une chanson de Raymond van het Groenewoud.  Par ailleurs il composa l’ensemble des musiques de ce film.

## Discographie
Les principaux succès de Raymond van het Groenewoud sont :
- Meisjes (1977)
- Vlaanderen boven (1978)
- Je veux de l'amour (1980)
- Chachacha (1981)
- Brussels by Night (1979) - musique du film Brussels by Night
- Liefde voor muziek (1991)
- Twee Meisjes (1995)